# Pays Gévaudan-Lozère
Le Pays Gévaudan-Lozère est un pôle d'équilibre territorial et rural et anciennement un pays, au sens aménagement du territoire, situé dans le département français de la Lozère.

## Localisation et nommage
Le Pays est situé autour de l'ancienne sous-préfecture Marvejols et tout l'ouest de la Lozère. Il englobe ainsi l'Aubrac, la basse vallée du Lot, une partie du causse de Sauveterre et l'ouest de la Margeride.
Jusqu'à la Révolution française, la Lozère portait le nom de Gévaudan. Si Mende, cité du comte-évêque de Gévaudan en était la capitale, Marvejols était la ville royale.

## Description
- Date de reconnaissance : 2007[1]
- Surface :
- Population :
- Villes principales : Marvejols, Saint-Chély-d'Apcher, La Canourgue, Montrodat

## Communes membres
Le nombre d’Établissements publics de coopération intercommunale (EPCI) est de 8, regroupant ainsi 72 communes :
- Communauté de communes des Terres d'Apcher
- Communauté de communes des Hautes Terres
- Communauté de communes Aubrac-Lot-Causse
- Communauté de communes de la Terre de Peyre
- Communauté de communes du Gévaudan
- Communauté de communes du Causse du Massegros
- Communauté de communes de l'Aubrac lozérien
- Communauté de communes Apcher-Margeride-Aubrac